# Walter von Moos
Walter von Moos (* 21. Oktober 1918 in Luzern; † 5. Januar 2016) war ein Schweizer Industrieller.

## Leben
Walter von Moos stammte aus einem alten katholischen Schweizer Ministerialengeschlecht. Er war ein Sohn von Ludwig von Moos (1877–1956), Direktor der Moos'sche Eisenwerke Aktiengesellschaft, welche sein Grossvater mitbegründet hat, und der Alice, geborene Zetter (1884–1970), Kaufmannstochter aus Solothurn.
Er trat 1949 nach seinem Chemieingenieurstudium an der ETH Zürich in das Mitte des 19. Jahrhunderts gegründeten Familienunternehmen Moos'sche Eisenwerke in Emmen bei Luzern ein und baute es zur von Moos Stahl AG um. Er war Delegierter (1979–1988) und Präsident des Verwaltungsrates (1988–1993). Unter seiner Führung wurde das Unternehmen 1980 um ein neues Walzwerk ergänzt und weltweit tätig. Mitte der 1990er Jahre ging das Familienunternehmen in der Firma Swiss Steel auf und wurde zusammen mit der Schweizer Von Roll Stahl AG in der Schmolz + Bickenbach integriert.
Er wurde für sein soziales Engagement von der Stadt Luzern mit der Ehrennadel geehrt. Er war unter anderem Gründungspräsident der Stiftung Konzerthaus Luzern (KKL Luzern).

## Familie
Von Moos heiratete Marcelle Sophie Maria Schnyder von Wartensee (1920–1999), welche aus einer alteingessenen Luzerner Patrizierfamilie stammte. Sie haben einen Sohn André (* 1949), welcher als der letzte Patron der von Moos Stahl galt.